# Lindlar
Lindlar è un comune di 21 366 abitanti della Renania Settentrionale-Vestfalia, in Germania.
Appartiene al circondario di Oberberg (targa GM).